# Don Verdean

Don Verdean est une comédie américaine réalisée par Jared Hess, écrite par Jared et Jerusha Hess et sortie en 2015. 

## Synopsis
Don Verdean, un archéologue, est engagé par un pasteur afin de trouver des reliques sacrées pour renouer le lien entre l'Église et les habitants. Devant la difficulté à trouver ces reliques qui sont très rares, Don Verdan se voit obligé d'improviser dans sa recherche.

## Fiche technique
- Titre original : Don Verdean
- Réalisation : Jared Hess
- Scénario : Jared et Jerusha Hess
- Production : Brandt Andersen, Jason Hatfield et Dave Hunter
- Production exécutive : Rick Lehman et Sam Rockwell
- Distributeur : Lionsgate
- Pays d'origine :  États-Unis
- Langue originale : anglais
- Genre : comédie
- Durée : 90 minutes
- Sortie : 28 janvier 2015 au Sundance Film Festival ; 11 décembre 2015 en VOD

## Distribution
- Sam Rockwell (VF : Damien Boisseau) : Don Verdean
- Amy Ryan (VF : Dominique Lelong) : Carol Jensen
- Will Forte (VF : Laurent Morteau) : Pasteur Fontaine
- Danny McBride (VF : Jean-Jacques Nervest) : Tony Lazarus
- Jemaine Clement (VF : Omar Yami) : Boaz
- Steve Park : Poon-Yen
- Leslie Bibb (VF : Barbara Beretta) : Joylinda Lazarus
- Sky Elobar : Dr Stanley
- P.J. Boudousqué : Gary
- Yaniv Moyal : officier de police israélien
- Jared Shipley (VF : Jérôme Wiggins) : technicien de laboratoire

## Sortie
Don Verdean a d'abord été projeté au Festival du film de Sundance le 28 janvier 2015, puis il a été disponible en VOD le 11 décembre 2015 aux États-Unis. En France, c'est le 1er février 2017 que le film est sorti en VOD.